# Aliens
Aliens és una pel·lícula estatunidenca de ciència-ficció de 1986 dirigida per James Cameron, i interpretada per Sigourney Weaver en el seu paper principal. Es tracta de la seqüela d’Alien (1979). Aquesta pel·lícula ha estat doblada al català.

## Argument
L'oficial Ripley és l'únic membre de la tripulació del "Nostromo" que ha sobreviscut a l'Alien, un organisme perfecte que és una màquina de matar molt agressiva. Finalment, Ripley és rescatada després de vagar per l'espai durant cinquanta anys, temps durant el qual el planeta d'Alien ha estat colonitzat per humans. Però, de sobte, es perd la comunicació amb la colònia, i s'envia una expedició de marines espacials per a investigar-ne els motius; Ripley va al capdavant d'aquest equip de guerrers, amb la intenció de destruir l'amenaça alien per sempre i rescatar els supervivents. Però allà es trobaran amb milers de esgarifoses criatures, perquè Alien s'ha reproduït, i aquest cop la lluita és per la supervivència de la Humanitat.

## Repartiment
- Sigourney Weaver: Ellen Ripley
- Carrie Henn: Rebecca 'Newt' Jorden
- Michael Biehn: Cpl. Dwayne Hicks
- Lance Henriksen: Bishop
- Paul Reiser: Carter Burke
- Bill Paxton: Soldat ras Hudson
- William Hope: Tinent Gorman
- Jenette Goldstein: Soldat ras Vasquez
- Al Matthews: Sergent Apone
- Mark Rolston: Soldat ras Drake
- Ricco Ross: Soldat ras Frost

## Les innovacions del film
Potser un dels importants èxits de la pel·lícula, a més de mantenir la mateixa atmosfera claustrofòbica i fosca de la seva predecessora, és el fet d'aclarir els misteris plantejats en aquesta primera part sobre el cicle de vida dels aliens. I ho fa d'una forma original i molt versemblant el que li confereix un realisme poques vegades vist. La colònia d'aliens està governada per una Reina, semblant a les reines dels insectes socials. Aquesta reina és molt més gran que els altres individus i pon ous sense parar a través d'un abdomen gegant adherit al seu tòrax del qual es pot desprendre a voluntat si se sent atacada. I aquí és on està el més fantàstic de tot, perquè aquests ous que posa són de seguida recollits i agrupats pels abellots que protegeixen el seu cau.
Aquests ous resulten ser del mateix tipus que els trobats pels tripulants de la nau Nostromo a la primera part de la saga. Els abellots han de sortir de caça amb periodicitat per capturar preses que seran exposades als ous de la reina. Dels ous surt la criatura en forma d'aranya (facehugger) que va atemorir al film precedent. Aquesta aranya és la incubadora. És la que introdueix la larva paràsita en l'aparell digestiu de l'hoste. D'aquesta manera queda tancat el cicle de vida convertint la pel·lícula en peça fonamental per entendre a aquestes criatures que se'ns presenten en El vuitè passatger i que ens deixen amb tantes incògnites.
Aquest cicle de vida no era el que havia imaginat Ridley Scott en la seva primera part. Tota l'estructura de la colònia alien, la reina, l'engendrament dels ous i els abellots va ser creada a la segona part. Els curts i escenes suprimits a la primera part per a mantenir en misteri la criatura (Xenoforme), permeten que a la segona part es pugui inventar tot sobre aquesta, s'explica i resol de forma molt enginyosa gairebé tots els enigmes de la primera pel·lícula, i es minimitzen les incongruències dins del film: aquest nom utilitza el terme grec xenos, estrany (arrel del gas Xenó) més la paraula "formi", que té forma.

## Nominacions i premis

### Premis
- Oscars de 1987:
  - A la millor edició del so per Don Sharpe
  - Als millors efectes visuals per Stan Winston, John Richardson, Robert Skotak, i Suzanne Benson
- BAFTA de 1987:
  - Als millors efectes visuals per Stan Winston, John Richardson, Robert Skotak, i Brian Johnson

### Nominacions
- Oscars de 1987:
  - A la millor actriu per Sigourney Weaver
  - A la millor banda sonora per James Horner
  - A la millor direcció artística per Peter Lamont
  - Al millor muntatge per Ray Lovejoy
  - Al millor so per Graham V. Hartstone, Nicolas Le Messurier, Michael A. Carter, i Roy Charman
- BAFTA de 1987:
  - Al millor maquillatge i perruqueria per Peter Robb-King
  - Al millor disseny de producció per Peter Lamont
  - Al millor so per Don Sharpe, Roy Charman, Graham V. Hartstone
- Globus d'Or de 1987: A la millor actriu dramàtica per Sigourney Weaver